# Marie-Andrée Lagroua Weill-Hallé
Marie-Andrée Lagroua Weill-Hallé (1916-1994) est une gynécologue, fondatrice du mouvement « La maternité heureuse » en 1956 à la suite de l'affaire Bac. Cette association devient en 1960 le Mouvement français pour le planning familial. Elle en est la présidente jusqu'en 1966. Par la suite, au moment où la loi sur l'accès à la contraception en France est sur le point d'être changée, Weill-Hallé quitte ce mouvement, en raison de son désaccord avec la ligne générale du mouvement sur les questions d'éducation à la contraception ou de légalisation de l'avortement. 

## Biographie
Marie-Andrée Lagroua naît le 13 janvier 1916 au Bouscat, dans le département de la Gironde, dans une famille bourgeoise : ses parents sont Jeanne Denis et André Lagroua, fonctionnaire colonial. Élevée dans la religion catholique, elle milite dans les Jeunesses étudiantes chrétiennes (JEC).
Après des études secondaires à Bordeaux, elle s'inscrit à la faculté de médecine de Paris et se spécialise en gynécologie médicale. Elle est externe des hôpitaux de Paris en 1938, puis soutient en 1941 sa thèse de médecine, intitulée « La vaccination au B.C.G. par scarifications cutanées et l'allergie consécutive ». Elle exerce ensuite comme gynécologue à Paris .
En 1944, elle épouse le  pédiatre Benjamin Weill-Hallé, instigateur du BCG en France.

## Militantisme en faveur du contrôle des naissances
L'avortement et la contraception sont interdits en France par plusieurs lois répressives, notamment la loi du 31 juillet 1920 qui proscrit également la possibilité d'une éducation au planning des naissances, du fait de l'interdiction de la « propagande anti-conceptionnelle ». Cette politique sera poursuivie tout au long de la Troisième République, puis sous le régime de Vichy. Ainsi, en 1946, le Code de la famille comprend-il encore une liste de contraceptifs interdits.
En 1946, Marie-Andrée Lagroua Weill-Hallé découvre la nouvelle méthode de régulation des naissances de la contraception orale, initiée par Margaret Sanger, qui exerce en tant qu'infirmière et sage-femme aux États-Unis. L'année suivante, elle rencontre avec son mari la militante américaine, qui lutte pour la contraception et la liberté d'expression et sa structure l'American Birth Control League (Ligue pour le contrôle des naissances), qui devient dans les années 1930 le Family Planning Association, le « planning familial » américain. Confrontées à des cas problématiques d'avortement à l'hôpital (curetages à vif, patientes décédées) et aux grossesses non désirées des femmes dans son cabinet, elle prend conscience de la nécessité de laisser aux couples la possibilité de choisir le moment d'avoir leurs enfants.
Dans les années 1950, Marie-Andrée Lagroua Weill-Hallé contribue à transformer les usages sociaux de la contraception. En 1953, elle publie un article intitulé « Le contrôle des naissances à l'étranger et la loi française de 1920 » dans La Semaine des hôpitaux, dans lequel elle propose de modifier la loi répressive sur la contraception afin de lutter contre les dangers de l'avortement clandestin. En 1955, elle se porte témoin à décharge dans l'affaire Bac, un procès qui défraye la chronique dans lequel est une jeune couple chargé d'enfants est accusé d'avoir laissé mourir leur bébé faute de soins. Elle fait à la suite de cela un discours à l'Académie des sciences morales et politiques. Ses propos sont repris par la presse, notamment dans Le Monde, et ouvrent un débat dans la société française. Une grande enquête est notamment menée par le journaliste Jacques Derogy pour le journal Libération en octobre 1955, publiée ensuite sous forme de livre en 1956 aux éditions de Minuit sous le titre Des enfants malgré nous. Plusieurs articles paraissent également dans France Observateur et L'Express, qui soutiennent la libéralisation du contrôle des naissances.
En 1956, Marie-Andrée Lagroua Weill-Hallé dépose, avec la sociologue Évelyne Sullerot, les statuts de l'association Maternité Heureuse, qui officiellement ne promeut pas le contrôle des naissances mais se consacre « aux problèmes de la maternité et ses répercussions sociales et psychologiques », pour ne pas tomber sous le coup de la loi de 1920. Cependant, rapidement, l'association devient une fédération d'associations départementales et promeut la libre maternité : la fédération adhère en 1959 à l'International Planned Parenthood Federation et devient en 1960 le Mouvement français pour le planning familial (MFPF). 
Dans ce combat, Marie-Andrée Lagroua Weill-Hallé et les membres du planning familial s'opposent à l’Église catholique et au Parti communiste qui, jusqu'en 1965, s'oppose à la liberté de contraception, considérée comme « le vice de la bourgeoisie » selon Jeannette Vermeersch en mars 1956. Elle est rejointe par d'autres médecins, femmes et hommes, qui dispensent une formation aux méthodes contraceptives à travers le Collège des médecins de l'association dirigé par le gynécologue Pierre Simon. Ce dernier participe au groupe Littré, un groupe de médecins francs-maçons, qui rédige trois projets de loi visant à abroger la loi de 1920, sans aboutir.
Contrairement à ce qui est parfois affirmé, le dossier de Marie-Andrée Lagroua Weill-Hallé montre qu'elle n'a pas reçu de blâme du conseil de l'ordre des médecins pour son action en faveur de la contraception.
Marie-Andrée Lagroua Weill-Hallé publie plusieurs ouvrages afin de promouvoir le contrôle des naissances, dont certains sont préfacés par Simone de Beauvoir : Le planning Familial en 1959 chez Maloine et La Grand'peur d'aimer : journal d'une femme médecin en 1960 chez Julliard, qui raconte les cas dramatiques de grossesses non désirées rencontrés dans son cabinet. 
En juin 1961, un premier centre de planning familial est ouvert à Grenoble à l'initiative du docteur Fabre et contre l'avis de Marie-Andrée Lagroua Weill-Hallé, qui craint la répression qui pourrait toucher l'association. Un deuxième centre est ouvert à Paris quelques mois plus tard en octobre 1961. Ces centres, qui se multiplient ensuite partout en France, proposent des informations et la possibilité d'obtenir des ordonnances pour des contraceptifs.
Le vote de la loi Neuwirth, adoptée par l'Assemblée nationale le 19 décembre 1967, qui vient abroger celle du 31 juillet 1920 et autorise l’usage des contraceptifs, mettent un terme relatif à la loi « réprimant la provocation à l'avortement et la propagande anti-conceptionnelle », grâce à cette lutte de Marie-Andrée Lagroua Weill-Hallé.
Celle-ci se désolidarise des orientations du MFPF, particulièrement à propos de la revendication de la gratuité de la contraception, de l'aide apportée à cet égard dans les centres du planning familial et de ses actions en faveur d'une libéralisation de l'avortement, qui est finalement légalisé par la loi Veil en 1975. Elle poursuit néanmoins son combat pour la liberté de la contraception au sein d'autres associations et organismes publics.

## Hommage

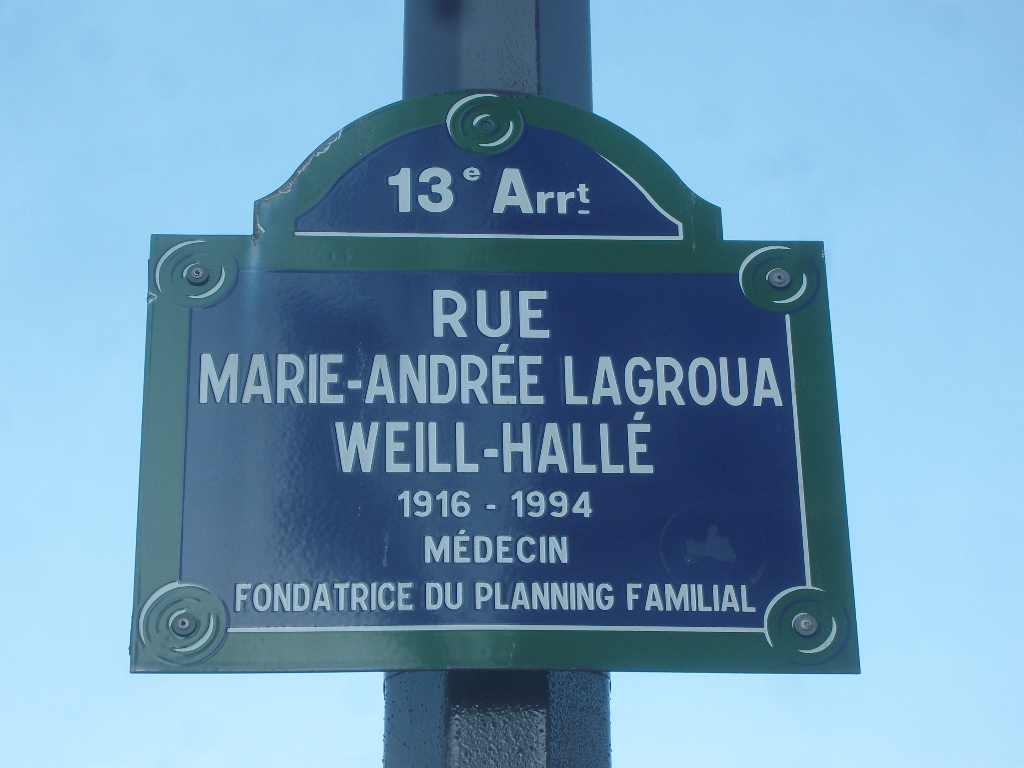
Plaque de la rue Marie-Andrée Lagroua Weill-Hallé à Paris.

Une voie du quartier de la Gare, dans le 13e arrondissement, créée dans le cadre de l'opération d'aménagement Paris Rive Gauche, porte le nom de rue Marie-Andrée-Lagroua-Weill-Hallé depuis 2003.

## Publications
- Le Planning familial, Maloine éditeur, 1959, 87 pages.
- La Grand'peur d'aimer, journal d'une femme médecin, René Julliard éditeur, 1960, 160 pages.
- L'enfant-accident, Société des éditions modernes, 1961, 186 p.
- L'Avortement de papa (avec la collaboration de Jacques Derogy et des illustrations de Siné – Essai critique pour une vraie réforme), éditions Fayard, Paris, 1971, 128 p., [pas d'ISBN].
- La Contraception, Maloine éditeur, 1975,  (ISBN 2224002084), 9782224002084, 40 pages.